# دان شميت
دان شميت (بالإنجليزية: Dan Schmidt)‏ هو سياسي أمريكي، ولد في 3 أغسطس 1954 في سايلم في الولايات المتحدة. حزبياً، نشط في الحزب الديمقراطي. وقد انتخب عضو مجلس ولاية أيداهو.